# Regalzier

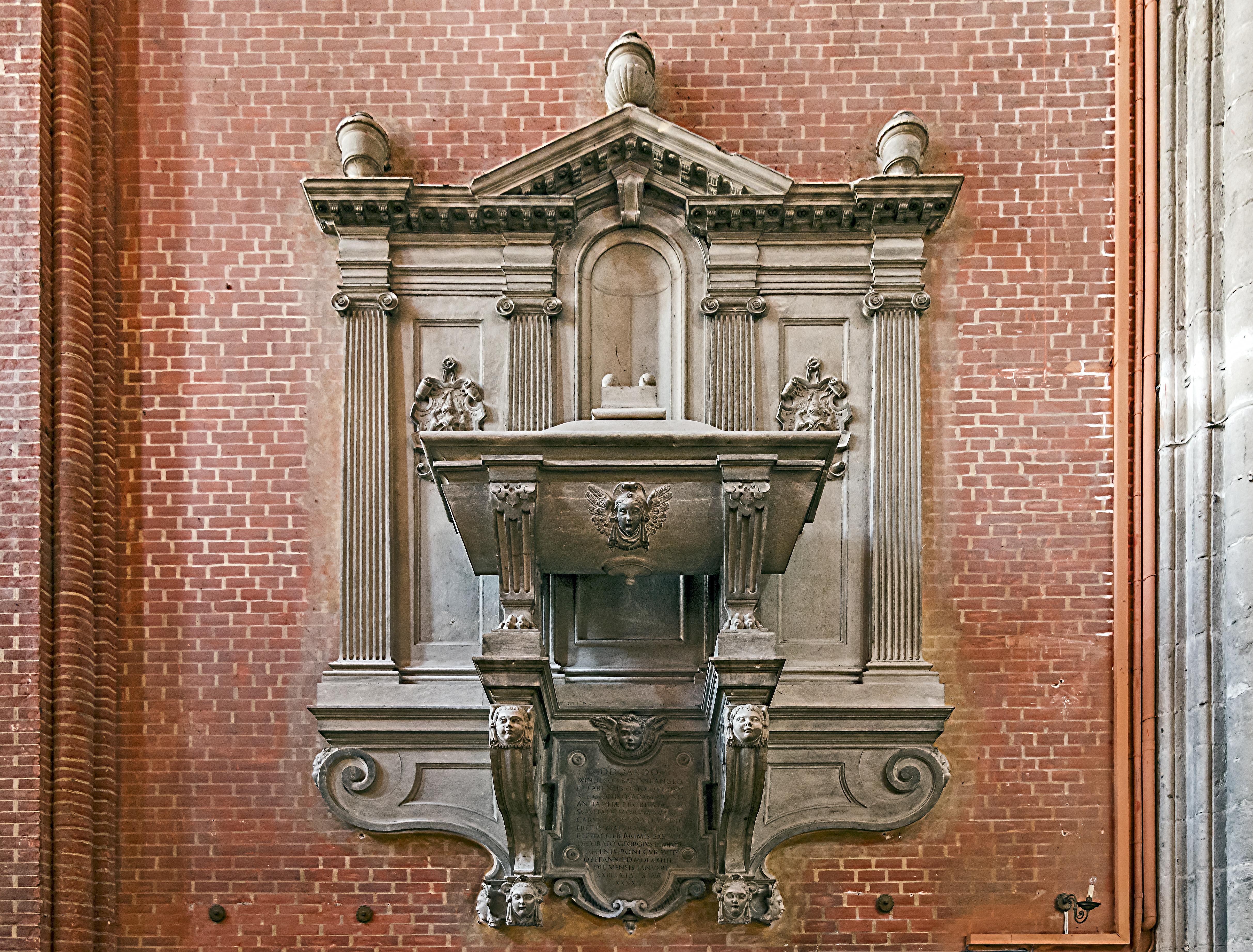
Esempio di regalzier monocromo nella basilica dei Santi Giovanni e Paolo a Venezia.

Il regalziér è una tecnica di finitura muraria particolarmente diffusa nel Veneto XV e XVI secolo con precedenti sicuri anche nel medioevo.

## Descrizione
La tecnica consisteva nel coprire la cortina muraria con un sottile strato di intonaco a base di calce dipinto di rosso (un pigmento ferroso a base di cocciopesto reso più saturo dall'aggiunta di ematite) e dipingervi a fresco, con un bianco di calce, il disegno delle fughe, solitamente con i tratti verticali più ampi. Spesso le fughe orizzontali erano marcate dall'incisione con un punteruolo. Talvolta anche l'impasto conteneva o veniva trattato sostanze oleose (le analisi hanno rintracciato olio di lino) al fine di ottenere una maggiore impermeabilità. Quest'ultima variante della tecnica veniva utilizzata anche nei paramenti esterni, di fatto però solo su un ammattonato preventivamente levigato.

Non deve ingannare l'apparente futilità di tale decorazione, si trattava di invece un intervento necessario per uniformare l'aspetto irregolare delle pareti, Infatti la fabbricazione dei mattoni a quel tempo, per quanto appartenenti alla stessa partita e cioè realizzati con l'argilla proveniente dalla medesima cava e cotti contemporaneamente nello stesso forno, non garantiva una omogeneità sia nel colore (più o meno giallastro o rossastro) sia nella dimensione a causa delle diversità di temperatura raggiunta dal singolo pezzo a seconda della posizione nella catasta. A questo bisogna aggiungere il tradizionale utilizzo di materiali di recupero e i tempi dilatati (determinati da lunghe interruzioni) per giungere alla fine dell'opera: cosa che comportava una forte differenza nelle misure "standard" dei laterizi (nei casi più estremi, come ai Frari, si poteva andare dalle altinelle, lunghe al massimo 17,5 cm, ai mattoni tardogotici, 28-29 cm).

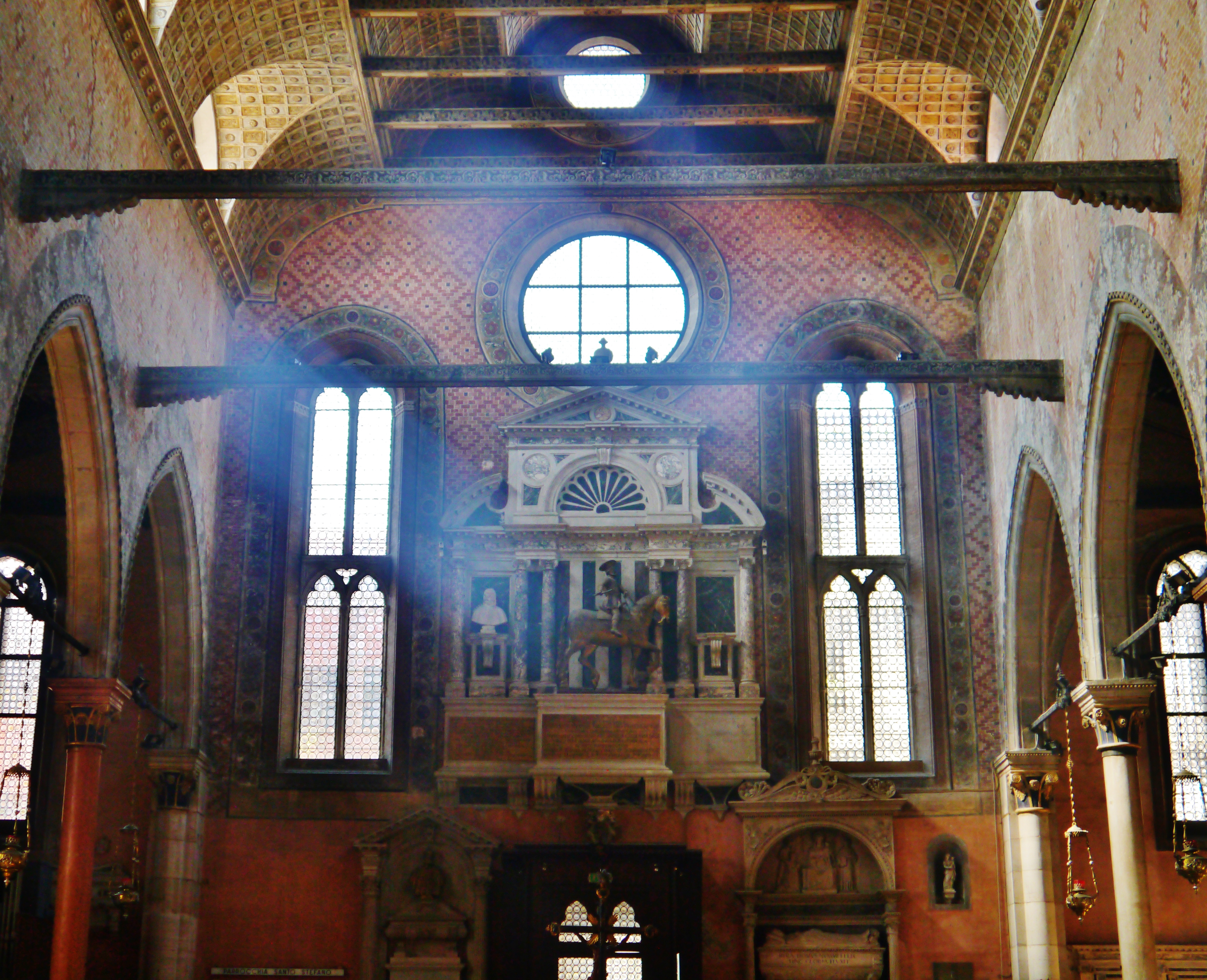
Esempio di regalzier policromo nella chiesa di Santo Stefano a Venezia.

Inizialmente il regalzier imitava un paramento monocromo poi dal Trecento si iniziò a imitare un ammattonato bicromo con gli elementi disposti a formare una trama di figure geometriche. E dalla semplice bicromia l'evoluzione fu semplice per passare ai quattro toni presenti a Santo Stefano o all'imitazione del rivestimento marmoreo del Palazzo Ducale rintracciabile in un lacerto conservatosi a palazzo Cavalli.

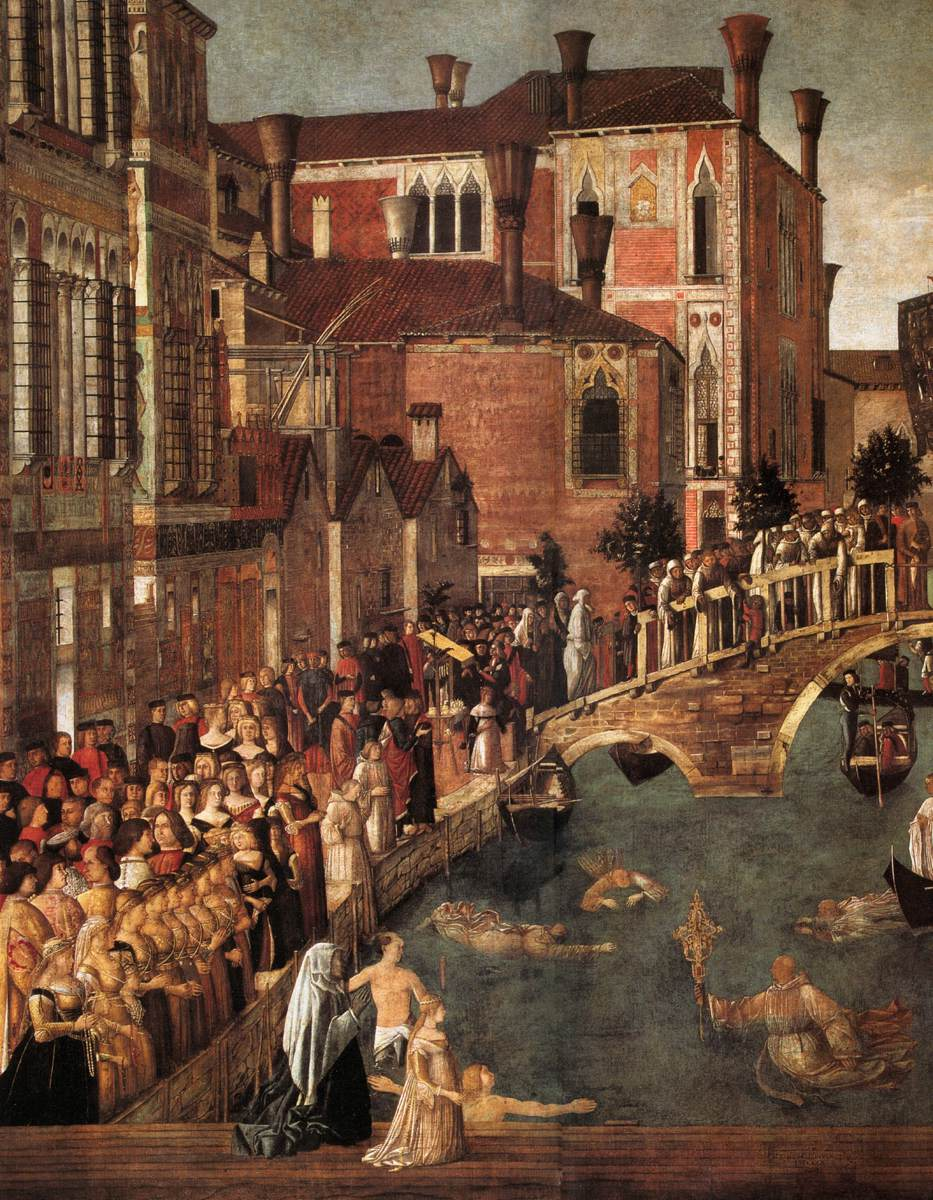
Gentile Bellini, Miracolo della Croce a San Lorenzo, particolare.

Questa finitura è di norma associata a fasce complementari di chiusura variamente decorate a fresco. Nelle chiese le fasce lasciano libero lo scorrere del paramento a finto ammattonato limitandosi a contornare arcate e finestre, Invece negli edifici civili spesso il regalzier rimaneva isolato nei riquadri definiti da fasce di sottogronda o marcapiano e dalle bordure di porte e finestrati. È piuttosto difficile immaginare oggi come poteva apparire un palazzo così ornato. A parte l'episodica rappresentazione di Gentile Bellini nel Miracolo della Croce a san Lorenzo, se ne può avere un'idea osservando la facciata di Ca' d'Oro dove, grazie alle maggiori disponibilità dei Contarini, col medesimo gusto è stato riprodotto in pietra quello che altrove poteva essere solo dipinto.

## Origine
L'origine della lavorazione e del suo nome non sono noti. Le ricerche archeologiche hanno tuttavia rinvenuto lacerti di tali finiture risalenti a XII secolo (Venezia, chiesa di San Lorenzo) o altrimenti permane qualche testimonianza iconografica oppure alcune ridotte rimanenze, rimaste aderenti ai muri, rinvenute e notificate nei restauri di fine Novecento, e in ogni caso la sua diffusione nell'entroterra veneto risulta già attestata nel Trecento (p.e. in alcune dimore trecentesche di Treviso o Verona e nel castello di Avio in Trentino).
La tecnica risulta comunque saltuariamente presente nel resto della penisola e trova qualche precedente nel nord Europa e nei motivi ricorrenti riscontrabilli nel vicino oriente ad esempio nelle costruzioni dei Selgiuchidi. Anche il lemma, naturalmente contaminato nel gergo da cantiere, presenta qualche assonanza con le lingue germaniche che potrebbe suggerirne la derivazione dai «termini tedeschi die Regel (regola) e die Zier (termine arcaico per Gezierde, cioè "decorazione"), da zieren (adornare, decorare)».